# 斯尼薩·安德爾科維奇
斯尼薩·安德爾科維奇（1986年2月13日—）是一位斯洛文尼亞足球運動員。在場上的位置是中後衛。他現在效力於意大利足球丙級聯賽球隊帕多瓦足球俱乐部。他也代表斯洛文尼亞國家足球隊參賽。